# 오야정
오야정(大屋町)은 효고현 중북부에 존재했던 정이며 야부군에 속했다.
2004년 4월 1일에 야부군4정이 합병으로 야부시가 되었기 때문에 소멸하였다. 

## 역사
- 1955년 3월 31일 - 구치오야촌, 오야촌, 미나미다니촌, 니시야촌이 합병해 성립하였다.
- 2004년 4월 1일 - 요카정, 야부정, 세키노미야정과 합병해 야부시가 성립하였다. 동일 오야정은 폐지되었다.

## 교통

### 철도
- 정내에서 달리는 철도는 없다. 대신 메이신 전차ja([[:明神電車:{{{3}}}|언어 오류(明神電車)판]])를 참조하라

### 도로
- 효고현도 제6호선
- 효고현도 제48호선
- 효고현도 제272호선
- 효고현도 제279호선